# Petra Novotná
Petra Novotná, född Petra Wagnerová 23 februari 1966, tjeckoslovakisk och tjeckisk orienterare som tog VM-silver i stafett 1989 samt VM-brons i stafett 1993 och 1995.